# 織田信時
織田 信時（おだ のぶとき）は、戦国時代の武将。信長の弟と伝えられるが、一説には異母兄とも言われる。また織田秀俊と同一人物とも考えられている。

## 生涯
叔父である犬山城主・織田信康の養子となる。
天文24年4月20日（1555年5月10日）、織田信長は清須城の奪取に成功し、大功を挙げた叔父の守山城主・織田信光に那古野城を与えた。信光のあとに守山城主となったのが信光の弟・織田信次であった。6月26日、守山城下龍泉寺近くの庄内川ほとりにおいて、信次の家臣洲賀才蔵が馬の遠乗りをしていた信長・信行の弟織田秀孝をそれと知らず射殺し、これを知った信次はそのまま逐電した。守山城は攻め寄せて来た織田信行の軍によって城下を焼き払われた。また、信長の重臣佐久間信盛の調略によって、城内に残った家臣のうちの角田新五と坂井喜左衛門が寝返る。この時、引き入れられて守山城主となったのが信時である。信時は、佐久間信盛の働きを賞して新たに知行百石を与えた。
信長の家老・林秀貞が弟の林美作守や柴田勝家と謀って信長への謀反を企てたときは、それを知った信長に従って二人だけで林兄弟のいる那古野城に乗り込み、秀貞が三代にわたる主君に手をかけるのを躊躇したため、生還を遂げている。
後に坂井喜左衛門の息子孫平次が信時の若衆となって異例の出世をしたため、それに反発した角田新五は、弘治2年（1556年）6月のある日に城内の塀・柵の普請と偽って軍勢を引き入れた。追い詰められた信時は切腹して果てた。

## 親族

### 兄弟
『織田系図』や『寛政重修諸家譜』等によれば、織田信秀の五男または六男とされているが、前述のように『信長公記』では弘治年間からの活動が認められ、前記系図が一女の父としながら天文12年（1543年）生まれの信包より下に置いているのは明白な矛盾と考えられる。同じく『信長公記』に「織田三郎五郎（信広）殿と申すは、信長公の御腹かはりの御舎兄なり。其弟に安房守（信時）と申候て、利口なる人あり」と、信長の弟とは書かず信長の異母兄信広の弟としていることから、信広と同母で信長の弟ではなかった、すなわち信長の異母兄だったとも推測される。

### 妻子・子孫
荒尾善次の娘（善応院）との間に一女があり、信時の死後に池田恒興の養女となって飯尾敏成に嫁し、敏成戦死の後に下間頼龍に再嫁して、下間頼広（後の池田重利）を産んだ。このため、播磨新宮藩主池田家は信時の女系子孫にあたる。